# Tabán
Tabán je název pro místní část Budapešti. Nachází se na budínské straně (mezi budínským hradem a Gellértovou horou), v údolí, které vzniklo činností potoka Ördög. Hlavními osami jsou ulice Attila út a Kristzina körút. Administrativně se nachází v I. obvodu Budapešti.
Tabán vznikl v 18. století jako část podhradí budínského hradu. Založili jej jihoslovanští (srbští) kolonisté, kteří sem utekli během jedné z četných srbských stěhování před Turky. Podle nich jsou pojmenovány i místní lázně Rác fürdő. Mezi historicky známá místa také patřila i místní restaurace U zlatého jelena.
Zástavba je zde nesouvislá, nachází se tu nemalé množství zelených ploch, jako jsou např. Park Kalevala.